# David Breakenridge Read

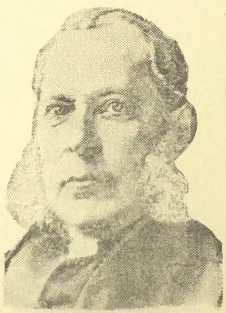
David Breakenridge Read

David Breakenridge Read (* 13. Juni 1823 in Merrickville, Ontario; † 11. Mai 1904 in Toronto) war ein kanadischer Rechtsanwalt, Dozent, Autor und Politiker.
Read war für nur 50 Tage der 14. Bürgermeister von Toronto. Das ist die bisher kürzeste Amtszeit eines Bürgermeisters in Toronto.

## Leben
Read wuchs in Brockville auf und zog mit 13 Jahren nach Toronto, wo er das Upper Canada College besuchte. 1840 besuchte er die Law Society of Upper Canada und schrieb anschließend juristische Abhandlungen, während er in Brockville arbeitete. Seine anwaltliche Zulassung erlangte er 1845. Im November 1855 wurde er an die Law Society of Upper Canada als Dozent berufen und im darauffolgenden Jahr gebeten, die Statuten von Oberkanada korrekturzulesen. Read wurde am 11. November 1858 zum Bürgermeister gewählt, nachdem sein Vorgänger William Boulton das Amt aufgab. Er blieb nur wenige Tage bis zum Jahresende im Amt; ihm folgte Adam Wilson. Read blieb bis zu seiner Pensionierung im April 1881 Dozent an der Law Society. Im November 1902 im Alter von 79 Jahren erlitt er einen Schlaganfall, der ihn fortan bettlägerig machte. Er starb im Mai 1904 und wurde im St.-James-Friedhof beigesetzt.
David Read war mit Emily Ballard verheiratet, mit der er sieben Kinder hatte.